# Panagra
Panagra (gr. Πάναγρα, tur. Geçitköy) – wieś na Cyprze, w dystrykcie Kirenia. Znajduje się de facto pod kontrolą Tureckiej Republiki Cypru Północnego.